# Breaking Benjamin
 (транскр.  Брејкинг Бенџамин) jeсте пост гранџ/алтернативни метал бенд из Пенсилваније, САД, формиран 1999. године. 

## Састав

### Садашњи чланови
- Бенџамин Бернли - вокал, гитара
- Арон Финк - гитара
- Марк Клепаски бас-гитара
- Чад Селига - бубњеви

### Бивши чланови
- Бен Вот - бубњеви
- Џереми Хамл - бубњеви (2001-2004)
- Џонатан Прајс - бас-гитара (2000-2001)

## Дискографија

### Албуми
- (2002)
- (2004)
- (2006)
- (2009)
- (2015)
- (2018)

### ЕП-ови
- (2001)
- (2004)
- (2004)

## Синглови
- (2002)
- (2003)
- (2003)
- (2004)
- (2004)
- (2005)
- (2006)
- (2007)
- (2007)
- (2009)
- (2010)
- (2010)
- (2011)

## Галерија
- Током наступа у Индијани 2010. године
- Детаљ са наступа у Немачкој 2016. године
- Гитариста и вокалиста Кит Вален током наступа групе 2016.